# Leonard van Utrecht
Leonard van Utrecht (Noordwijk, 25 februari 1969) is een Nederlands voormalig voetballer. Van Utrecht speelde als aanvaller voor de voetbalclubs Excelsior, Cambuur Leeuwarden, Padova en ADO Den Haag.

## Statistieken
| Seizoen | Club               | Wedstrijden | Goals | Competitie     |
| ------- | ------------------ | ----------- | ----- | -------------- |
| 1992/93 | Excelsior          | 31          | 8     | Eerste divisie |
| 1993/94 | Excelsior          | 32          | 4     | Eerste divisie |
| 1994/95 | Cambuur Leeuwarden | 31          | 5     | Eerste divisie |
| 1995/96 | Cambuur Leeuwarden | 12          | 2     | Eerste divisie |
| 1995/96 | Padova             | 20          | 1     | Serie A        |
| 1996/97 | Padova             | 8           | 1     | Serie B        |
| 1996/97 | Cambuur Leeuwarden | 10          | 2     | Eerste divisie |
| 1997/98 | Cambuur Leeuwarden | 31          | 2     | Eerste divisie |
| 1998/99 | Cambuur Leeuwarden | 27          | 2     | Eredivisie     |
| 1999/00 | Cambuur Leeuwarden | 33          | 4     | Eredivisie     |
| 2000/01 | Cambuur Leeuwarden | 29          | 1     | Eerste divisie |
| 2001/02 | ADO Den Haag       | 22          | 2     | Eerste divisie |